# Paspalum vaginatum
Espèce
Statut de conservation UICN

 LC  : Préoccupation mineure

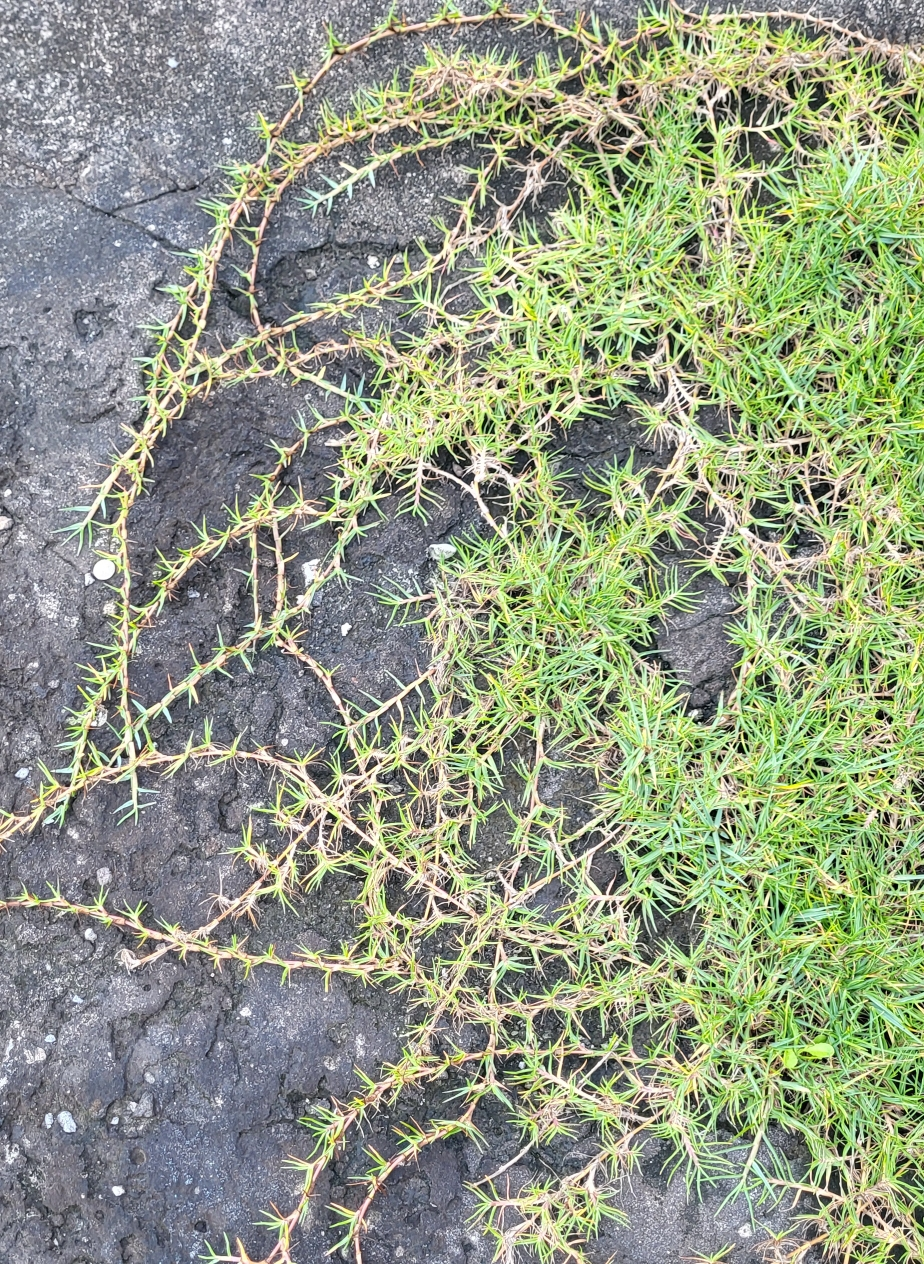
Paspalum vaginatum en bord de mer à la Martinique.

Paspalum vaginatum est une espèce de plantes à fleurs de la famille des Poaceae. Elle est connue dans de nombreux pays sous différents noms, dont Chiendent de bord de mer ou Paspale engainée. Elle est originaire des Amériques, où elle pousse en régions tropicales et subtropicales. On la trouve dans les autres régions tropicales du monde, où elle est introduite et devient parfois une envahissante. Elle est également cultivée comme gazon dans de nombreux endroits.

## Description
Il s'agit d'une graminée vivace à rhizome ou stolon. Les tiges mesurent 10 à 80 cm de haut. Le limbe des feuilles est 10 à 19 cm de long et peut être glabre ou légèrement poilu. Ils sont généralement de couleur bleu-vert. La panicule est généralement constituée d'une paire de tiges mesurant jusqu'à 7,9 cm de long ; il y a parfois une troisième tiges en dessous de la paire. Les tiges sont bordées d'épillets ovales à lancéolés qui poussent pressés contre les branches, rendant la panicule étroite. Cette espèce est similaire au bermudagrass,. Elle se propage par ses rhizomes et ses stolons, formant un épais gazon,. Dans la nature, cette espèce pousse dans les marais salés et les marais saumâtres.

### Génétique
Le génome de Paspalum vaginatum a été séquencé en 2022 et il a été démontré que le génome haploïde de l'espèce avait une taille d'environ 590 mégabases.

## Utilisations
Cette graminée a été sélectionnée pour créer des cultivars qui sont utilisés pour le gazon des terrains de golf et d'autres projets d'aménagement paysager. Il forme un gazon de meilleure qualité que le bermudagrass dans des conditions défavorables, telles que les sols humides et les faibles niveaux de lumière, et avec moins d'amendements azotés,. Paspalum vaginatum peut pousser sur des pelouses qui reçoivent de la pluie 250 jours par an et peut survivre à une immersion de plusieurs jours. Il tolère le piétinement. Le principal avantage de cette herbe est qu'elle est très tolérante au sel. Elle peut être irriguée avec de l'eau non potable, comme les eaux grises, un avantage important à une époque où les restrictions sur l'utilisation de l'eau sont de plus en plus nombreuses. Cette espèce peut même être irriguée avec de l'eau salée,. L'herbe sera de moins bonne qualité que celle qui est irriguée avec de l'eau potable, mais elle survit. Cette espèce a « rempli une niche en Amérique », étant une meilleure herbe à utiliser sur les pelouses près de l'océan dans les endroits qui reçoivent des embruns. Sa tolérance au sel est la plus élevée de toutes les pelouses. Elle est également plus compétitive contre les mauvaises herbes que les graminées similaires. Les mauvaises herbes peuvent être éliminées par l'application d'eau salée, dans laquelle les mauvaises herbes meurent et l'herbe survit.
Paspalum vaginatum a d'autres utilisations, notamment la lutte contre l'érosion dans les zones côtières sablonneuses, son habitat d'origine. Elle peut être utilisée en phytoremédiation lorsque les sols sont riches en métaux lourds. Il a été démontré qu'elle survit à la pollution par le pétrole brut. Il peut être utilisé pour nourrir le bétail et certains herbivores sauvages le broutent.

### Cultivars
Il existe de nombreux cultivars destinés à diverses utilisations. Ces cultivars sont très variables. Par exemple, les types à texture fine sont utilisés pour les terrains de golf, tandis que les graminées plus grossières sont sélectionnées pour la revégétalisation des bords de route. 
Le cultivar le plus connu et le plus ancien est sans doute « Adalayd », une variété dont la texture et la couleur bleu-vert sont similaires à celles du pâturin des prés. 
Le cultivar « Aloha » est un gazon vert foncé utilisé pour les terrains de golf et les terrains d'athlétisme. 
Le cultivar « Salam », le plus répandu à Hawaï, est un autre type de gazon vert foncé convenant aux terrains de golf. Ses feuilles sont brillantes sur la face inférieure, ce qui donne au champ un aspect rayé lorsqu'il est fauché. 
« Seadwarf » est un cultivar vert vif qui résiste mieux que d'autres à une maladie des graminées appelée brûlure en plaques.

## Répartition
Ce taxon se rencontre dans les pays suivants : Afrique du Sud, Angola, Antigua-et-Barbuda, Arabie saoudite, Argentine, Australie, Bahamas, Bahreïn, Bangladesh, Belize, Bhoutan, Birmanie, Bolivie, Brésil, Bénin, Cambodge, Cameroun, Cap-Vert, Chili, Chine, Colombie, Costa Rica, Cuba, Côte d'Ivoire, Gambie, Ghana, Guadeloupe, Guatemala, Guinée équatoriale, Guyana, Guyane, Honduras, Hong Kong, Inde, Indonésie, Japon, Kenya, La Réunion, Laos, Madagascar, Malaisie, Maldives, Martinique, Maurice, Mexique, Mozambique, Namibie, Nicaragua, Nigeria, Népal, Oman, Panama, Papouasie-Nouvelle-Guinée, Paraguay, Philippines, Porto Rico, Pérou, Taïwan, République démocratique du Congo, Saint-Vincent-et-les-Grenadines, Sainte-Lucie, Salvador, Sierra Leone, Somalie, Sri Lanka, Sénégal, Tanzanie, Thaïlande, Trinité-et-Tobago, Uruguay, Venezuela, Viêt Nam, Yémen, Émirats arabes unis, Équateur, États-Unis, Îles Caïmans, Îles Vierges britanniques, Îles Vierges des États-Unis.

## Systématique
Le nom correct complet (avec auteur) de ce taxon est Paspalum vaginatum Sw..
Ce taxon porte en français les noms vernaculaires ou normalisés suivants : Chiendent de bord de mer,, Paspale, Paspale vaginé,, Paspalum vaginé,, Herbe la mare,, Chiendent des marais,, Herbe rampante, Paspale à gaines, Paspale engainé.
Paspalum vaginatum a pour synonymes :
- Digitaria foliosa Lag.
- Digitaria paspalodes subsp. longipes (Lange) Willk. & Lange
- Digitaria paspalodes var. longipes (Lange) Willk. & Lange
- Digitaria paspaloides var. longipes (Lange) Wilke & Lange
- Digitaria tristachya Schult.
- Digitaria vaginata var. longipes (Lange) Sennen
- Digitaria vaginata (Sw.) Magnier
- Digitaria vaginata (Sw.) Magnier ex Debeaux
- Digitaria vaginata (Sw.) Philippe
- Panicum littorale (R.Br.) Kuntze
- Panicum vaginatum (Sw.) Godr.
- Paspalum boryanum J.Presl
- Paspalum brachiatum Trin. ex Nees
- Paspalum brachiatum Trin., 1829
- Paspalum didactylum Salzm.
- Paspalum didactylum Salzm. ex Steud.
- Paspalum distichum subsp. anpinense Hayata
- Paspalum distichum subsp. littorale (R.Br.) F.M.Bailey
- Paspalum distichum subsp. nanum (Döll) Stapf
- Paspalum distichum subsp. tristachyum (Schult.) Alph.Wood
- Paspalum distichum subsp. vaginatum (Sw.) Maire
- Paspalum distichum subsp. vaginatum (Sw.) P.Fourn.
- Paspalum distichum var. ampinense Hayata
- Paspalum distichum var. anpinense Hayata
- Paspalum distichum var. littorale (R.Br.) F.M.Bailey
- Paspalum distichum var. longerepens Domin
- Paspalum distichum var. nanum (Döll) Stapf
- Paspalum distichum var. tristachyum (Schult.) Alph.Wood
- Paspalum distichum var. vaginatum (Sw.) Griseb.
- Paspalum distichum Duss, 1897
- Paspalum fissifolium Nees
- Paspalum fissifolium Nees ex Döll
- Paspalum foliosa Lag.
- Paspalum foliosum (Lag.) Kunth
- Paspalum furcatum var. fissum Döll
- Paspalum gayanum É.Desv.
- Paspalum inflatum A.Rich.
- Paspalum jaguaense León
- Paspalum kleineanum J.Presl, 1830
- Paspalum kleinianum J.Presl
- Paspalum kora J.R.Forst.
- Paspalum kora J.R.Forst. ex Spreng.
- Paspalum littorale R.Br.
- Paspalum moandaense Vanderyst
- Paspalum reimarioides Chapm.
- Paspalum reptans Poir.
- Paspalum reptans Poir. ex Döll
- Paspalum squamatum Steud.
- Paspalum tristachyum J.Le Conte
- Paspalum tristachyum Leconte
- Paspalum vaginatum f. longipes Lange
- Paspalum vaginatum subsp. littorale (R.Br.) Trin.
- Paspalum vaginatum subsp. longipes Lange
- Paspalum vaginatum subsp. nanum (Döll) Loxton
- Paspalum vaginatum subsp. reimarioides Chapm.
- Paspalum vaginatum var. littorale (R.Br.) Trin.
- Paspalum vaginatum var. littorale (R.Br.) Trin. ex Büse
- Paspalum vaginatum var. longipes Lange
- Paspalum vaginatum var. nanum Döll
- Paspalum vaginatum var. reimarioides Chapm.
- Sanguinaria vaginata (Sw.) Bubani